# La pasión de Cristo (película de 2004)
La pasión de Cristo (en inglés, The Passion of the Christ) es una película dramática y cristiana estadounidense de 2004. Dirigida por Mel Gibson y protagonizada por Jim Caviezel como Jesús de Nazaret y Maia Morgenstern como la Virgen María. Recrea la pasión de Jesús de acuerdo a los Evangelios canónicos. También se basa en otros textos devocionales, como el de Anna Katharina Emmerick.
La película cubre las últimas 12 horas antes de la muerte de Jesucristo. Comienza con la Agonía en el Huerto de los Olivos (es decir, Getsemaní), continúa con la traición de Judas Iscariote, la brutal flagelación en la Columna, el sufrimiento de María profetizado por Simeón, la crucifixión y muerte de Jesús, y termina con una breve descripción de su resurrección. La narración se intercala con momentos de la vida de Jesús, como La Última Cena y El Sermón de la Montaña, y momentos de los primeros años de vida de Jesús. La película se rodó principalmente en Italia. El diálogo está íntegramente reconstruido en arameo, hebreo y latín. Aunque Gibson inicialmente se opuso, la película está subtitulada.
La película fue controvertida y recibió críticas polarizadas por parte de los críticos; algunos consideraron la película una experiencia religiosa y santa, elogiando las actuaciones del elenco, los valores de producción y la partitura musical de John Debney, mientras que otros la encontraron antisemita y con mucha violencia gráfica extrema y emocionalmente agotadora. La película recaudó más de 612 millones de dólares en todo el mundo y se convirtió en la quinta película más taquillera de 2004 a nivel internacional al final de su carrera en cines. Es la película cristiana (sin ajustar la inflación) más taquillera de todos los tiempos, además de ser la película independiente más taquillera de todos los tiempos. A partir de 2023, es la película con clasificación R más taquillera a nivel nacional, con 370,8 millones de dólares. Recibió tres nominaciones en la 77.ª edición de los Premios de la Academia en 2005, por Mejor Maquillaje, Mejor Fotografía y Mejor Banda Sonora Original.
Se está desarrollando una secuela centrada en la resurrección de Jesús.

## Sinopsis

### Resumen

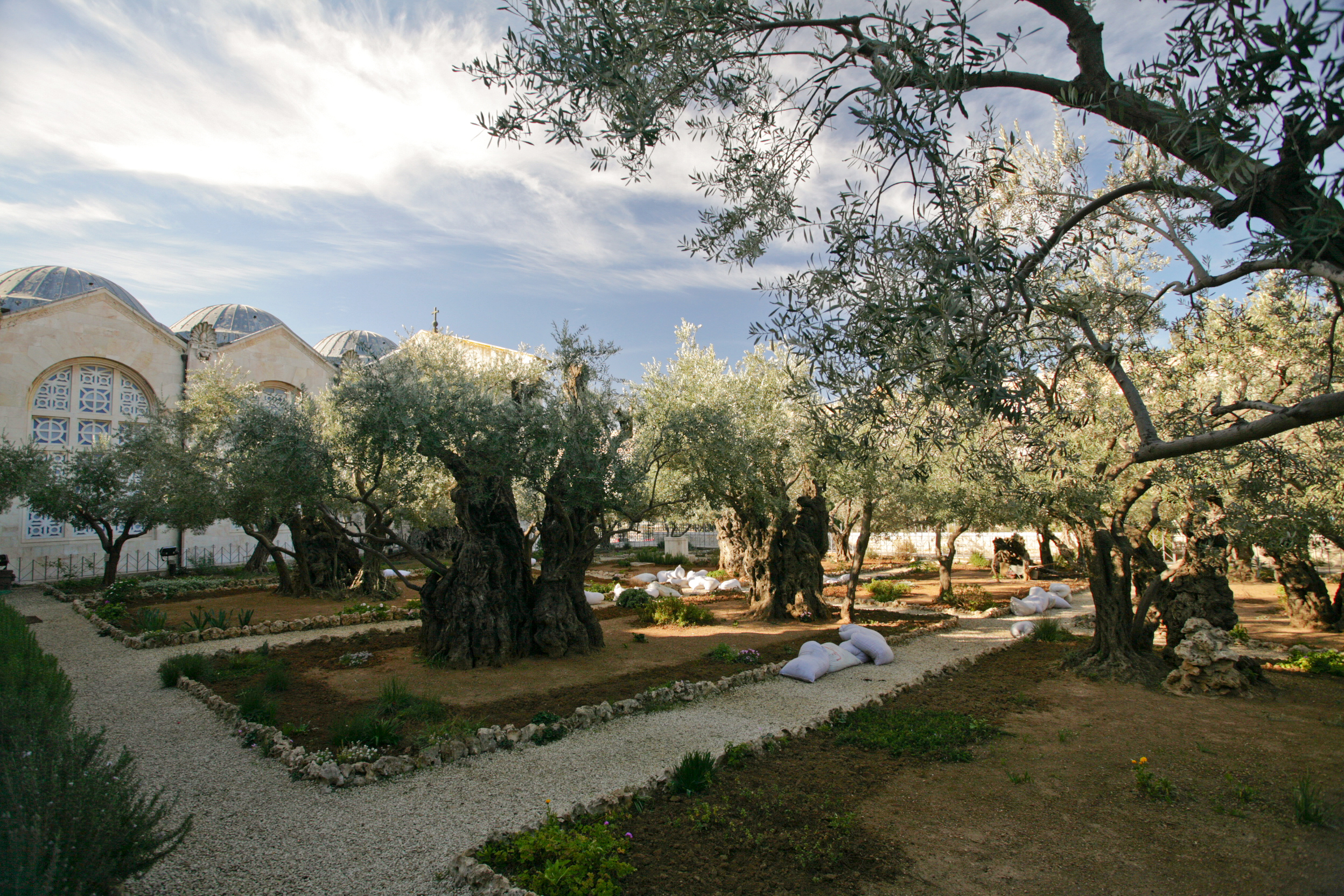
Huerto Getsemaní (Monte de los Olivos) en Jerusalén.

En la noche de Pascua en Getsemaní, Jesús ora con sus discípulos Pedro, Santiago y Juan a su lado. Satanás intenta tentar a Jesús mientras su sudor se convierte en sangre y una serpiente emerge del disfraz de Satanás. Luego Jesús reprende a Satanás aplastando la cabeza de la serpiente. Mientras tanto, Judas Iscariote, otro de los discípulos de Jesús, es sobornado por Caifás y los fariseos con treinta monedas de plata, y conduce a un grupo de guardias del templo al bosque donde traiciona a Jesús. Cuando los guardias arrestan a Jesús, estalla una pelea en la que Pedro saca su daga y corta la oreja de Malco, el comandante de los guardias. Jesús cura la herida de Malco mientras reprende a Pedro. Mientras los discípulos huyen, los guardias se llevan a Jesús y lo golpean en el camino al Sanedrín.
María, la madre de Jesús, despierta de su sueño y siente que algo anda mal y habla con Magdalena. Juan irrumpe en su habitación y les informa del arresto, y se reúnen con Pedro, que ha seguido a Jesús y sus captores. Caifás celebra un juicio durante el cual se presentan acusaciones y testigos falsos contra Jesús. Algunos sacerdotes que apoyan en secreto a Jesús son expulsados de la corte. Cuando Jesús afirma que es el Hijo de Dios, Caifás, enojado, rasga sus vestiduras y Jesús es condenado a muerte por blasfemia. Mientras Jesús es brutalmente golpeado, Pedro es confrontado por la turba y él niega ser seguidor de Jesús. Después de maldecirlos durante la tercera negación, Pedro recuerda la advertencia de Jesús, luego llora amargamente y huye. Mientras tanto, Judas, lleno de culpa, intenta devolver el dinero para liberar a Jesús, pero los sacerdotes lo rechazan. Atormentado por demonios, Judas toma la cuerda del cadáver putrefacto de un burro y la usa para ahorcarse. 

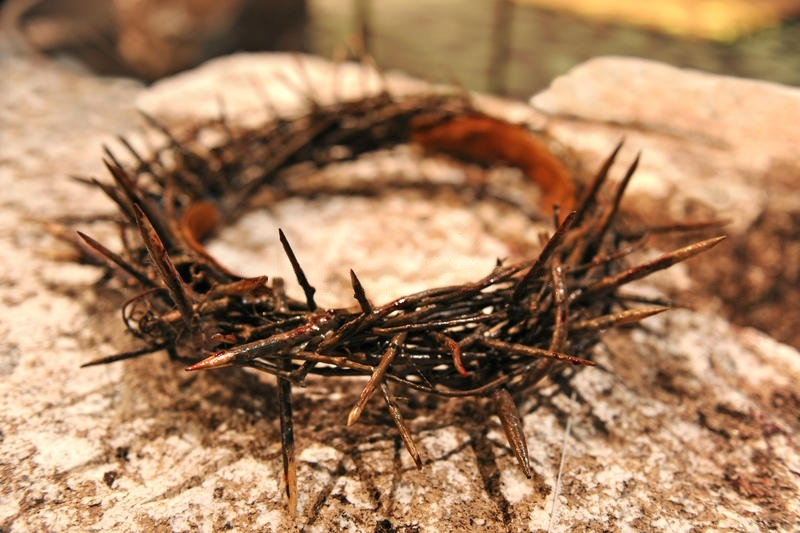
Corona de espinas.

Caifás y la multitud llevan a Jesús ante Poncio Pilato, gobernador romano de Judea, para que lo condene a muerte. A instancias de su esposa Claudia, que sabe que Jesús es santo, y después de interrogar a Jesús y no encontrar ningún delito Pilato lo traslada a la corte de Herodes Antipas ya que Jesús es del dominio de Antipas en Galilea. Antipas lo considera un tonto inofensivo y lo devuelve. Pilato luego ofrece a la multitud la opción de liberar a Jesús o al criminal Barrabás. La multitud exige que Barrabás sea liberado y que Jesús sea crucificado. Intentando apaciguar a la multitud, Pilato ordena que simplemente azoten a Jesús. Los guardias romanos lo azotan brutalmente antes de llevarlo a un granero donde le colocan una corona de espinas en la cabeza y lo insultan. Es presentado ante Pilato y la multitud, pero Caifás, apoyado por la multitud, sigue exigiendo que sea crucificado. No dispuesto a instigar un levantamiento, Pilato ordena su crucifixión, sin asumir ninguna responsabilidad.

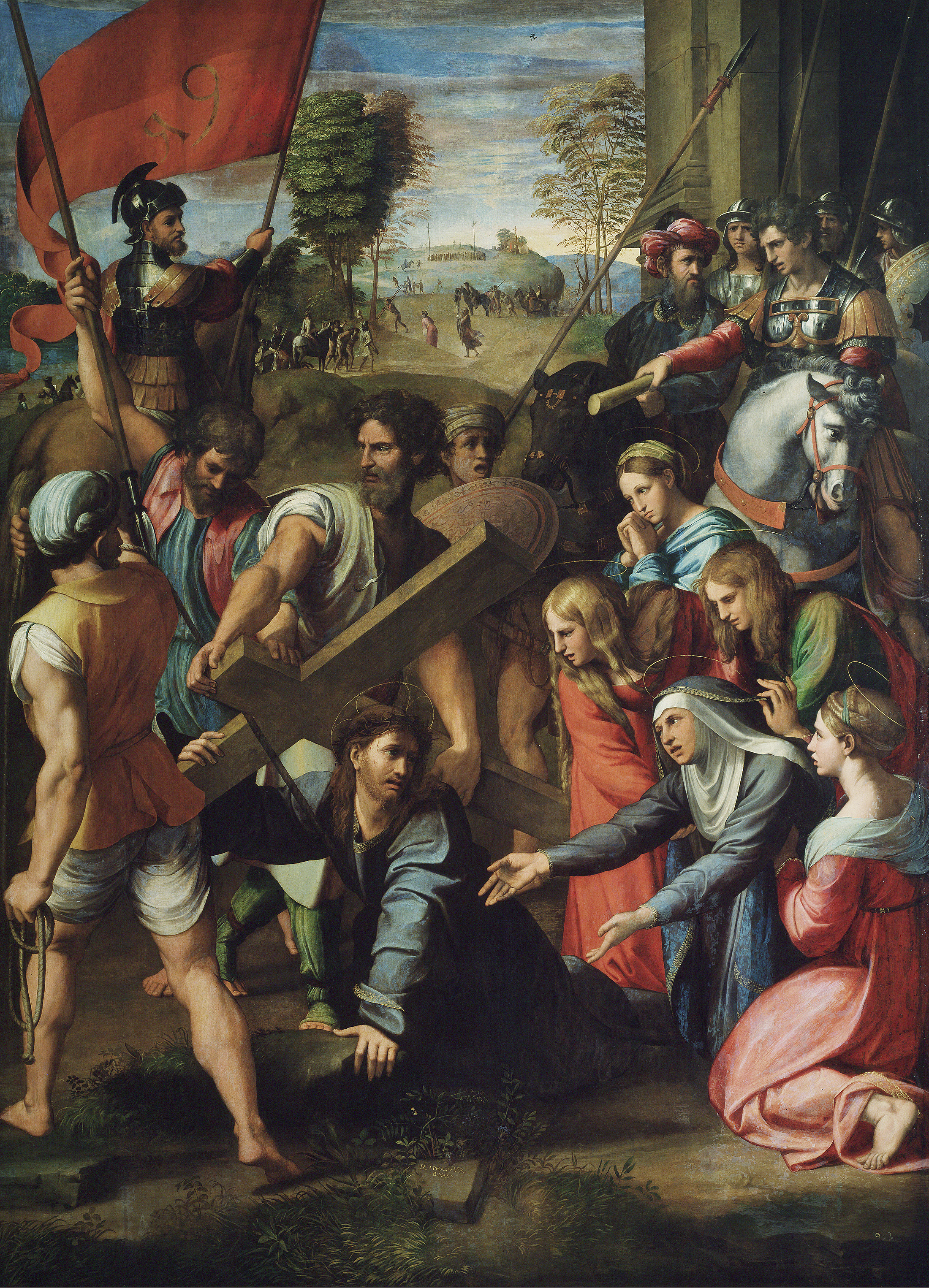
Cristo cayendo camino al Calvario. Rafael (1516).

Luego Jesús lleva una pesada cruz de madera en el camino al Gólgota mientras Satanás observa su sufrimiento con sádico placer. En el camino, Jesús es constantemente acosado por los guardias y una multitud desenfrenada, se encuentra con su madre, quien lo consuela por un momento antes de que los guardias se lo lleven, es ayudado por el reacio Simón de Cirene y es reabastecido por una mujer que limpia su rostro ensangrentado con su velo antes de ser empujada por los guardias. Al final de su viaje, con su madre María, Magdalena, Juan y muchos otros testigos, Jesús es crucificado. Reza a Dios para que perdone a sus verdugos, brinda salvación a un criminal crucificado a su lado por su fuerte fe y arrepentimiento, y consuela a su madre. Sucumbiendo a sus heridas, muere. Luego, una gota de lluvia cae del cielo al suelo, provocando un terremoto que daña el Segundo Templo y rasga en dos el velo que cubre el Lugar Santísimo mientras Satanás grita derrotado en el infierno. El cuerpo de Jesús es bajado de la cruz y sepultado. Tres días después, resucita de entre los muertos y sale de la tumba.

### Basada en los Evangelios
Oración y agonía en el Huerto de los Olivos:

Va Jesús con ellos a una propiedad llamada Getsemaní, y dice a los discípulos: «Sentaos aquí, mientras voy allá a orar». Y tomando consigo a Pedro y a los dos hijos de Zebedeo, comenzó a sentir tristeza y angustia. Y adelantándose un poco, cayó rostro en tierra, y dijo: «Padre, si quieres aparta de mí esta copa, pero no se haga mi voluntad, sino la tuya». Y sumido en agonía, insistía más en su oración. Su sudor se hizo como gotas espesas de sangre que caían en tierra.
Evangelio de Mateo 26.36-37; Evangelio de Lucas 22.41-44

La flagelación de Jesús:

Pilato volvió a salir donde los judíos y les dijo: «Yo no encuentro ningún delito en él [...]. ¿Queréis, pues, que os ponga en libertad al rey de los judíos?». Ellos volvieron a gritar diciendo: «¡A ese, no: a Barrabás!» [...] Pilato entonces tomó a Jesús y lo mandó a azotar.
Evangelio de Juan 18, 33, 19;1

La coronación de espinas:

Los soldados, trenzando una corona de espinas, se la pusieron sobre su cabeza, y en su mano derecha una caña; y doblando la rodilla delante de él, le hacían burla diciendo: «¡Salve, rey de los judíos!»; y después de escupirle, cogieron la caña y le golpeaban en la cabeza.
Evangelio de Mateo 27.29-30

Jesús carga con la cruz a cuestas camino al Calvario:

Cuando se hubieron burlado de él, le quitaron el manto, le pusieron sus ropas y le llevaron a crucificarle. Y él, cargando con su cruz, salió hacia el lugar llamado Calvario. Y obligaron a uno que pasaba, a Simón de Cirene [...] a que llevara su cruz.
Evangelio de Mateo, 27.31; Evangelio de Juan 19.17; Evangelio de Marcos 15.21

Crucifixión y muerte de Jesús:

Llegados al lugar llamado Calvario, le crucificaron. (...) Jesús decía: Padre, perdónales, porque no saben lo que hacen (...). Era ya cerca de la hora sexta cuando, al eclipsarse el sol, hubo oscuridad sobre toda la tierra hasta la hora novena (...) Jesús, dando un fuerte grito, dijo: Padre, en tus manos encomiendo mi espíritu y, dicho esto, expiró.
Evangelio de Lucas 23.44-46

Como le vieron muerto, no le quebraron las piernas, sino que uno de los soldados le traspasó el costado con una lanza y al instante salió sangre y agua.
Evangelio de Juan 19.33-34

Finalmente, la película incluye la resurrección de Jesús al tercer día de su muerte.

## Reparto
| Actor                | Personaje                |
| -------------------- | ------------------------ |
| Jim Caviezel         | Jesús de Nazaret         |
| Andrea Refuto        | Jesús de Nazaret, niño   |
| Maia Morgenstern     | María, madre de Jesús    |
| Monica Bellucci      | María Magdalena          |
| Francesco DeVito     | Apóstol Pedro            |
| Hristo Jivkov        | Apóstol Juan             |
| Luca Lionello        | Apóstol Judas            |
| Chokri Ben Zagdan    | Apóstol Santiago         |
| Rosalinda Celentano  | Satanás                  |
| Hristo Shopov        | Poncio Pilato            |
| Claudia Gerini       | Claudia Prócula          |
| Pietro Sarubbi       | Barrabás                 |
| Mattia Sbragia       | Caifás                   |
| Roberto Bestazoni    | Malco                    |
| Toni Bertorelli      | Anás                     |
| Luca De Dominicis    | Herodes Antipas          |
| Michelle Bonev       | cortesana de Herodes     |
| Paolo Dos Santos     | hijo de Herodes          |
| Sergio Rubini        | Dimas, buen ladrón       |
| Francesco Cabras     | Gestas, mal ladrón       |
| Aleksander Mincer    | Nicodemo                 |
| Giacinto Ferro       | José de Arimatea         |
| Jarreth Merz         | Simón de Cirene          |
| Sabrina Impacciatore | Verónica                 |
| Giovanni Capalbo     | Cassio, soldado romano   |
| Emilio De Marchi     | soldado romano           |
| Roberto Visconti     | soldado romano           |
| Lello Giulivo        | soldado romano           |
| Romuald Andrzej Klos | soldado romano           |
| Fabio Sartor         | Abenader, capitán romano |
| Ted Rusoff           | anciano                  |
| Federico Pacifici    | anciano                  |
| Abel Jafri           | oficial del Templo       |
| Lucio Allocca        | oficial del Templo       |
| Matt Patresi         | Janus                    |
| Francesco De Rosa    | acusador                 |

## Temas
En The Passion: Photography from the Movie "The Passion of the Christ", el director Mel Gibson dice: "Esta es una película sobre el amor, la esperanza, la fe y el perdón. Jesús murió por toda la humanidad, sufrió por todos nosotros. Es hora de Volviendo a ese mensaje básico. El mundo se ha vuelto loco. A todos nos vendría bien un poco más de amor, fe, esperanza y perdón".

## Material de origen

### Nuevo Testamento
Según Mel Gibson, la fuente principal de La Pasión de Cristo son las cuatro narraciones canónicas de la pasión de Cristo en los Evangelios. La película incluye un juicio a Jesús en la corte de Herodes, que sólo se encuentra en el Evangelio de Lucas. La película también se basa en otras partes del Nuevo Testamento. Una línea pronunciada por Jesús en la película, "Hago nuevas todas las cosas", se encuentra en el Libro del Apocalipsis, capítulo 21, versículo 5.

### Antiguo Testamento
La película también hace referencia al Antiguo Testamento. La película comienza con un epígrafe del Cuarto Cántico del Siervo Sufriente de Isaías. En la escena inicial ambientada en el Jardín de Getsemaní, Jesús aplasta la cabeza de una serpiente en alusión visual directa a Génesis 3:15. A lo largo de la película, Jesús cita los Salmos, más allá de los casos registrados en el Nuevo Testamento.

### Iconografía e historias tradicionales

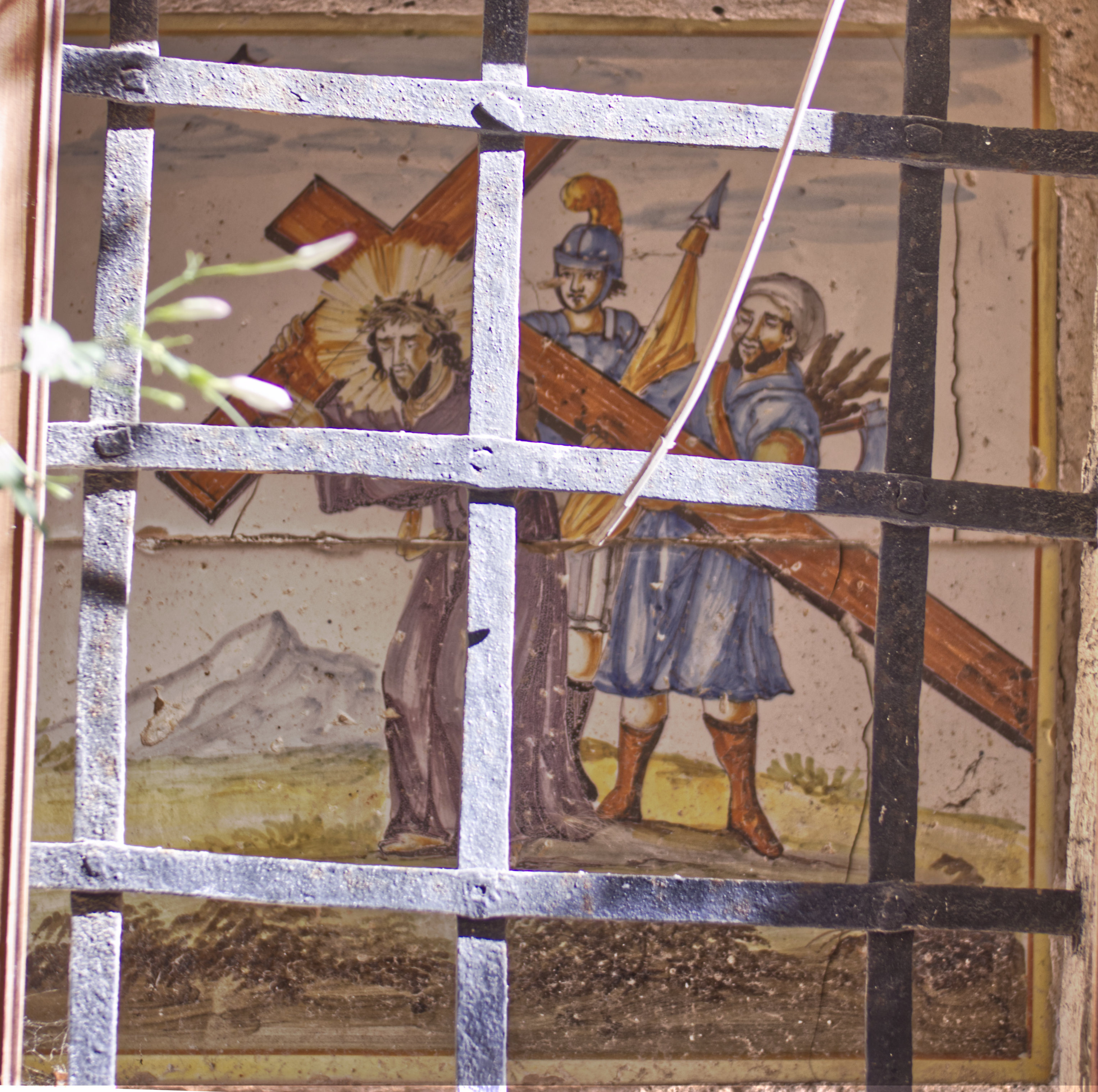
Vía crucis

Muchas de las representaciones de la película reflejan deliberadamente las representaciones tradicionales de la Pasión en el arte. Por ejemplo, las 14 Estaciones de la Cruz son fundamentales para la representación de la Vía Dolorosa en La Pasión de Cristo. Se representan todas las estaciones excepto la octava estación (Jesús se encuentra con las mujeres de Jerusalén, una escena eliminada en el DVD) y la decimocuarta estación (Jesús es puesto en la tumba). Gibson se inspiró en la representación de Jesús en la Sábana Santa de Turín.
Por sugerencia de la actriz Maia Morgenstern, el Seder de Pesaj se cita al principio de la película. María pregunta "¿Por qué esta noche es diferente de las demás?", y María Magdalena responde con la respuesta tradicional: "Porque una vez fuimos esclavas, y ya no lo somos".
La fusión de María Magdalena con la adúltera salvada de la lapidación por Jesús tiene algún precedente en la tradición católica y, según el director, se hizo por razones dramáticas. Los nombres de algunos personajes de la película son tradicionales y extrabíblicos, como los ladrones crucificados junto a Cristo, Dimas y Gesmas (también Gestas).

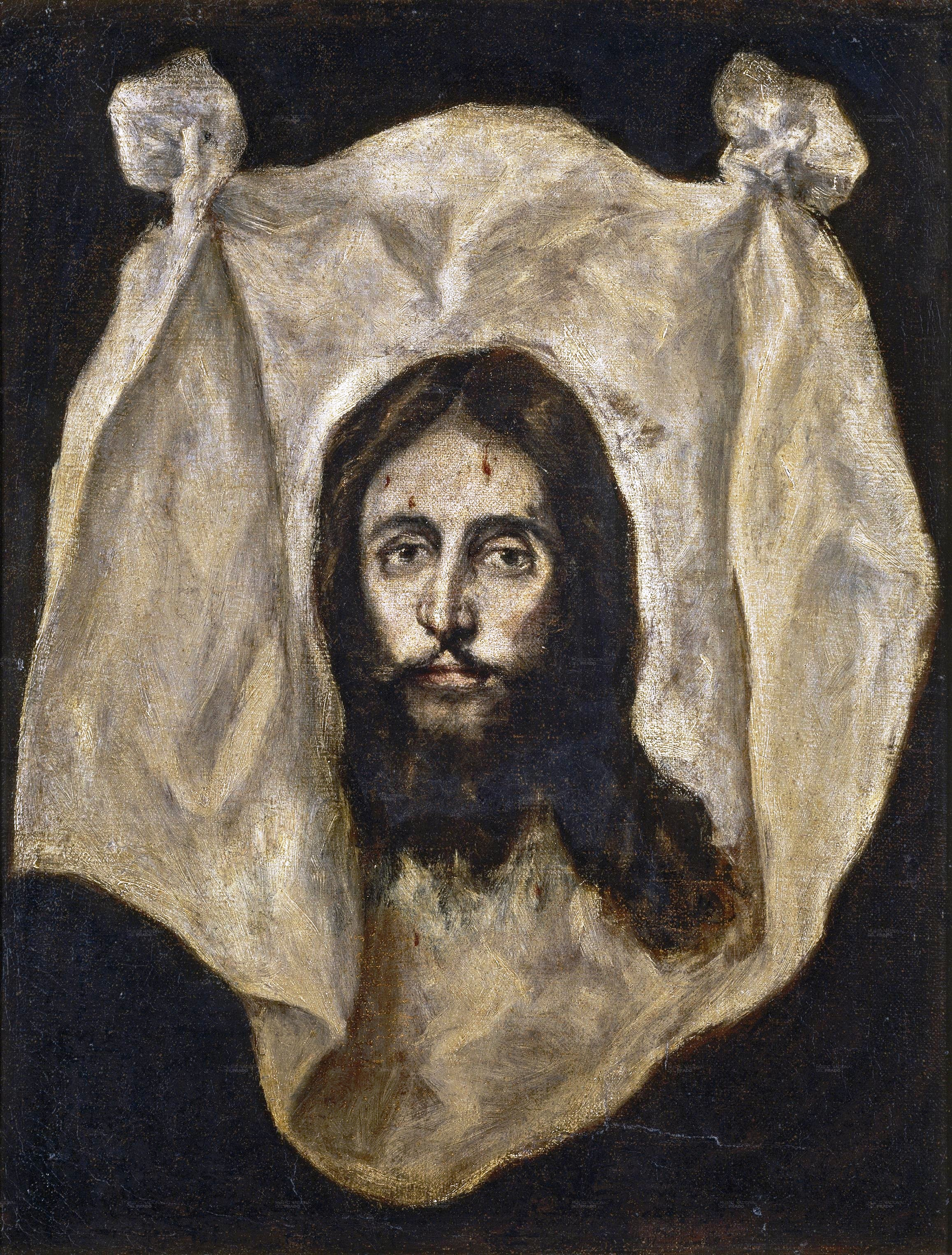
La Santa Faz de El Greco.

La película se inspiró principalmente en visiones de videntes católicos como María de Jesús de Ágreda y Anne Catherine Emmerich. La Dolorosa Pasión de Nuestro Señor Jesucristo, un libro de Clemens Brentano que detalla las visiones de Anne Catherine Emmerich, fue particularmente inspirador para Gibson porque proporcionó descripciones vívidas de la crucifixión, así como roles adicionales desempeñados por María, la madre de Jesús.
La representación de Verónica limpiando el rostro de Jesús proviene de una tradición católica y se relaciona con una reliquia conocida como el Velo de Verónica. La película mostraba ligeramente el velo con la imagen del rostro de Jesús. Su origen se encuentra en la sexta Estación de la Cruz, en la que Santa Verónica limpia con su velo el rostro de Jesús después de que éste se encuentra con ella en la Vía Dolorosa hasta el Calvario.

## Producción

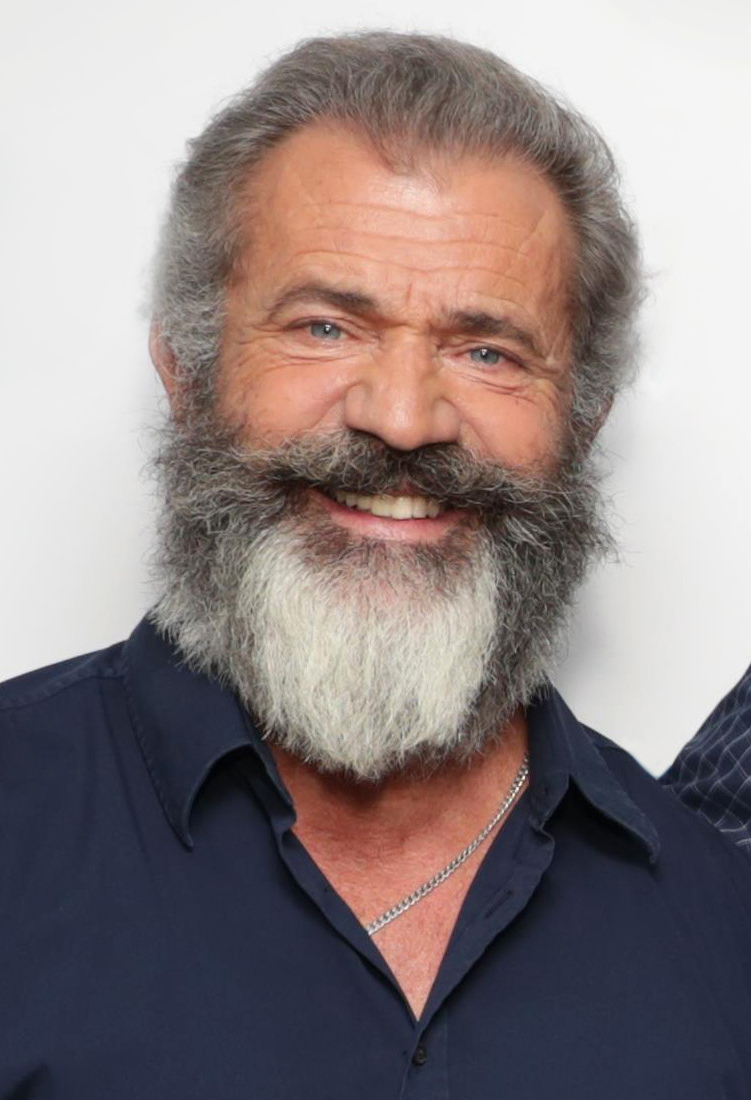
Mel Gibson, coguionista, coproductor y director de La pasión de Cristo.

### Guion y lenguaje
Mel Gibson anunció originalmente que usaría dos idiomas antiguos sin subtítulos y se basaría en la "narración cinematográfica". Debido a que la historia de la Pasión es tan conocida, Gibson sintió la necesidad de evitar las lenguas vernáculas para sorprender al público: "Creo que es casi contraproducente decir algunas de estas cosas en un idioma moderno". Te dan ganas de levantarte y gritar la siguiente línea, como cuando escuchas 'To be or not to be' e instintivamente te dices a ti mismo: 'Esa es la pregunta'. El guion fue escrito en inglés por Gibson y Benedict Fitzgerald y luego traducido por William Fulco, SJ, profesor de la Universidad Loyola Marymount, al latín y al arameo reconstruido. Fulco a veces incorporaba errores deliberados en la pronunciación y las terminaciones de las palabras cuando los personajes hablaban un idioma que no les resultaba familiar, y parte del lenguaje crudo utilizado por los soldados romanos no se traducía en los subtítulos.

### Rodaje

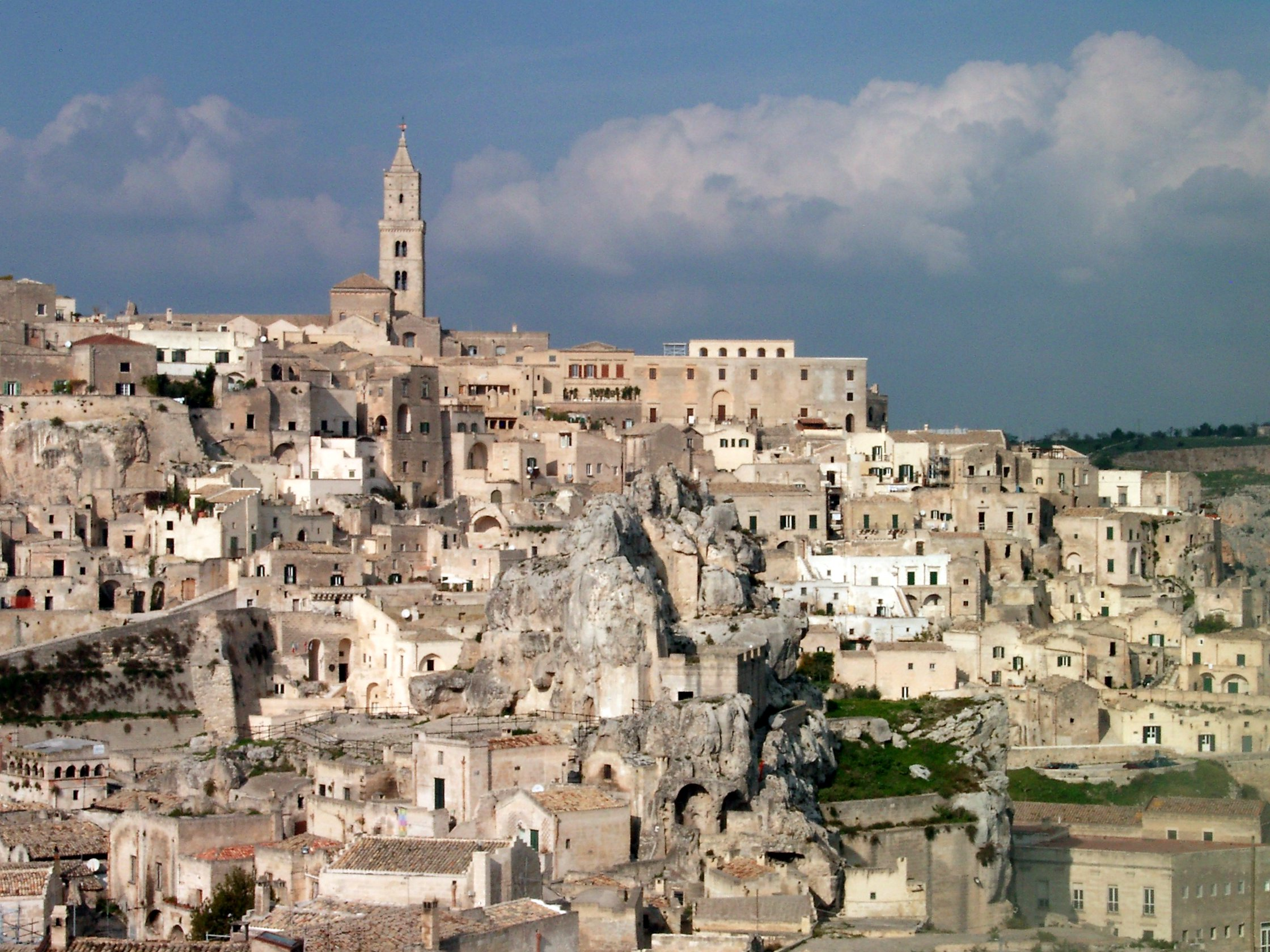
Matera, Italia

La película fue producida de forma independiente y filmada en Italia en los Estudios Cinecittà de Roma, y en locaciones de la ciudad de Matera y la ciudad fantasma de Craco, ambas en la región de Basílicata. El costo de producción estimado de 30 millones de dólares, más 15 millones de dólares adicionales estimados en costos de marketing, fueron asumidos en su totalidad por Gibson y su empresa Icon Productions. Según el especial del DVD, Martin Scorsese había terminado recientemente su película Gangs of New York, a partir de la cual Gibson y sus diseñadores de producción construyeron parte del decorado. Esto le ahorró a Gibson mucho tiempo y dinero.
Gibson consultó a varios asesores teológicos durante el rodaje, incluido el P. Jonathan Morris y un sacerdote local, Philip J. Ryan, quienes visitaron el set diariamente para brindar asesoramiento, confesión y la Sagrada Comunión a Jim Caviezel. Se celebraron misas para el elenco y el equipo en varios lugares. Hubo otros sacerdotes involucrados en el rodaje, incluido el Abbé Michel Debourges del Instituto de Cristo Rey, Stephen Somerville y Jean-Marie Charles-Roux, a quienes Mel Gibson les pidió que celebraran diariamente la Misa Tradicional en Latín. Durante el rodaje, el asistente clave de producción del set, Jan Michelini, fue alcanzado dos veces por un rayo y por eso lo apodaron "Lighting Boy", como se ve en los créditos. Minutos después, Caviezel también fue alcanzado.

### Música
Se lanzaron tres álbumes con la cooperación de Mel Gibson: (1) la banda sonora de la película con la partitura orquestal original de John Debney dirigida por Nick Ingman; (2) La Pasión de Cristo: Canciones, de los productores Mark Joseph y Tim Cook, con composiciones originales de varios artistas, y (3) Canciones inspiradas en La Pasión de Cristo. Los dos primeros álbumes recibieron cada uno un premio Dove 2005, y la banda sonora recibió una nominación al Premio de la Academia a la Mejor Banda Sonora Original. La partitura musical utiliza con frecuencia la técnica de la mujer que llora.
Lisa Gerrard y Patrick Cassidy compusieron y grabaron una partitura preliminar, pero estaba incompleta cuando se estrenó la película. Jack Lenz fue el principal investigador musical y uno de los compositores; Se han publicado en línea varios clips de sus composiciones.

### Cambio de título
Aunque Mel Gibson quería titular su película La Pasión, el 16 de octubre de 2003, su portavoz anunció que el título utilizado en Estados Unidos sería La Pasión de Cristo porque Miramax Films ya había registrado el título La Pasión ante la MPAA para la película de 1987. novela de Jeanette Winterson. Posteriormente, se volvió a cambiar el título a La Pasión de Cristo para todos los mercados.

### Distribución y comercialización
Gibson comenzó la producción de su película sin conseguir financiación ni distribución externa. En 2002 explicó por qué no podía conseguir el apoyo de los estudios de Hollywood: "Esta es una película sobre algo que nadie quiere tocar, rodada en dos lenguas muertas". Gibson y su compañía Icon Productions proporcionaron el único respaldo de la película, gastando alrededor de $30 millones en costos de producción y un estimado de $15 millones en marketing. Después de las primeras acusaciones de antisemitismo, a Gibson le resultó difícil encontrar una empresa de distribución estadounidense. Inicialmente, 20th Century Fox tenía un acuerdo de primera vista con Icon, pero decidió rechazar la película en respuesta a las protestas públicas. Para evitar el espectáculo de que otros estudios rechazaran la película y no someter al distribuidor a las mismas intensas críticas públicas que había recibido, Gibson decidió distribuir él mismo la película en Estados Unidos, con la ayuda de Newmarket Films.
Gibson se apartó de la fórmula habitual de marketing cinematográfico. Empleó una campaña publicitaria televisiva a pequeña escala sin viajes de prensa. De manera similar a las campañas de marketing de películas bíblicas anteriores como El Rey de Reyes, La Pasión de Cristo fue fuertemente promocionada por muchos grupos eclesiásticos, tanto dentro de sus organizaciones como entre el público. Los productos típicos con licencia, como carteles, camisetas, tazas de café y joyas, se vendían a través de minoristas y sitios web. La Iglesia Metodista Unida afirmó que muchos de sus miembros, al igual que otros cristianos, sintieron que la película era una buena manera de evangelizar a los no creyentes. Como resultado, muchas congregaciones planearon estar en los teatros y algunas instalaron mesas para responder preguntas y compartir oraciones. El reverendo John Tanner, pastor de la Iglesia Metodista Unida de Cove en Hampton Cove, Alabama, dijo: "Sienten que la película presenta una oportunidad única para compartir el cristianismo de una manera con la que el público de hoy pueda identificarse". La Iglesia Adventista del Séptimo Día también expresó un respaldo similar a la imagen.

## Estreno

### Taquilla y cines
La Pasión de Cristo se estrenó en Estados Unidos el 25 de febrero de 2004 (Miércoles de Ceniza, inicio de la Cuaresma). Ganó 83,8 millones de dólares en 4 793 pantallas en 3.043 salas en su primer fin de semana y un total de 125,2 millones de dólares desde su estreno el miércoles, ubicándose en el cuarto lugar en general en ganancias nacionales del fin de semana de estreno de 2004, así como el mayor debut de fin de semana para un estreno en febrero (hasta que se estrenó Cincuenta sombras de Grey). La película empató con El Señor de los Anillos: El Retorno del Rey récord de tener el estreno más alto en miércoles durante cinco días. Además, La Pasión de Cristo obtuvo el segundo mayor estreno en fin de semana para cualquier película con clasificación R, detrás de Matrix Reloaded. Llegó a ganar 370,8 millones de dólares en total en los Estados Unidos, y sigue siendo la película con clasificación R más taquillera en el mercado nacional (EE. UU. y Canadá). La película vendió aproximadamente 59,6 millones de entradas en Estados Unidos en su presentación inicial en cines.
En Filipinas, un país de mayoría católica, la película se estrenó el 31 de marzo de 2004, clasificada como PG-13 por la Junta de Clasificación y Revisión de Películas y Televisión (MTRCB) y respaldada por la Iglesia Católica. Conferencia Episcopal de Filipinas (CBCP).
En Malasia, los censores del gobierno inicialmente la prohibieron por completo, pero después de que los líderes cristianos protestaron, se levantó la restricción, pero sólo para el público cristiano, permitiéndoles ver la película en salas especialmente designadas. En Israel la película no fue prohibida. Sin embargo, nunca recibió distribución teatral porque ningún distribuidor israelí quiso comercializarlo.
A pesar de las muchas controversias y negativas de algunos gobiernos a permitir que la película se vea en todo el mundo, La Pasión de Cristo recaudó 612 millones de dólares en todo el mundo. La película también fue un éxito relativo en ciertos países con grandes poblaciones musulmanas, como en Egipto, donde ocupó el puesto 20 en términos de taquilla en 2004. La película fue la película en idioma no inglés más taquillera de todos los tiempos hasta 2017, cuando fue superada por Wolf Warrior 2.
John Bartunek comentó sobre las personas que fueron al cine a ver la película:

[...] no sólo las personas religiosas: los asesinos y demás delincuentes que tras ver la película fueron directo del cine a la comisaría para entregarse a la Policía no pueden considerarse el tipo de beato medio. El fenómeno dejó a sociólogos y analistas de mercado rascándose la cabeza. También los aficionados al cine se rascaban la cabeza, no tanto por el fenómeno mediático cuanto por la propia película. La gente estaba deseosa de hablar sobre ella. A raíz de su estreno, en algunas iglesias hubo mayor asistencia a los grupos de discusión en torno a la Pasión que al servicio religioso de los domingos [...].
John Bartunek

### Reestreno en cines
The Passion Recut se estrenó en los cines el 11 de marzo de 2005, con cinco minutos de la violencia más explícita eliminados. Gibson explicó su razonamiento para esta versión reeditada:

After the initial run in movie theaters, I received numerous letters from people all across the country. Many told me they wanted to share the experience with loved ones but were concerned that the harsher images of the film would be too intense for them to bear. In light of this I decided to re-edit The Passion of the Christ.

A pesar de la reedición, la Motion Picture Association of America todavía consideró que The Passion Recut era demasiado violenta para PG-13, por lo que su distribuidor lo publicó como sin clasificación. La película abreviada se proyectó durante tres semanas en 960 salas con un total de taquilla de 567.692 dólares, minúscula en comparación con los 612.054.428 dólares de La Pasión.

### Medios domésticos
El 31 de agosto de 2004, la película fue lanzada en VHS y DVD en Norteamérica por 20th Century Fox Home Entertainment, que inicialmente rechazó la distribución en cines. Al igual que con el estreno en cines original, el estreno de la película en formatos de vídeo doméstico resultó ser muy popular. Las primeras estimaciones indicaron que a las 3:00 se habían vendido más de 2,4 millones de copias de la película, con un total de 4,1 millones de copias en su primer día de venta. La película estuvo disponible en DVD con subtítulos en inglés y español y en cinta VHS con subtítulos en inglés. La película se estrenó en Blu-ray en Norteamérica como una edición definitiva de dos discos ambientada el 17 de febrero de 2009. También se lanzó en Blu-ray en Australia una semana antes de Pascua.
Aunque el lanzamiento en DVD original se vendió bien, no contenía características adicionales más que un avance, lo que provocó especulaciones sobre cuántos compradores esperarían a que se lanzara una edición especial. El 30 de enero de 2007, se lanzó una Edición Definitiva de dos discos en los mercados norteamericanos y el 26 de marzo de ese año en otros lugares. Contiene varios documentales, comentarios de bandas sonoras, escenas eliminadas, tomas descartadas, la versión sin clasificación de 2005 y la versión teatral original de 2004.
La versión británica del DVD de dos discos contiene dos escenas eliminadas adicionales. En el primero, Jesús se encuentra con las mujeres de Jerusalén (en la octava estación de la cruz) y cae al suelo mientras las mujeres lloran a su alrededor, y Simón de Cirene intenta sostener la cruz y ayudar a Jesús a levantarse simultáneamente. Después, mientras ambos sostienen la cruz en alto, Jesús dice a las mujeres que lloran por él: "No lloréis por mí, sino por vosotras mismas y por vuestros hijos". En el segundo, Pilato se lava las manos, se vuelve hacia Caifás y le dice: "Mira" (es decir, los fariseos desean crucificar a Jesús). Pilato se vuelve entonces hacia Abanader y le dice: "Hagan lo que quieran". La siguiente escena muestra a Pilato llamando a su criado, que lleva una tabla de madera en la que Pilato escribe: "Jesús de Nazaret, el Rey de los judíos", en latín y hebreo. Luego sostiene el tablero sobre su cabeza a la vista de Caifás, quien después de leerlo desafía a Pilato sobre su contenido. Pilato responde enojado a Caifás en hebreo sin subtítulos. El disco contiene sólo dos escenas eliminadas en total. No se muestran otras escenas de la película en el disco 2.
El 7 de febrero de 2017, 20th Century Fox relanzó la película en Blu-ray y DVD con la versión teatral y la versión editada (The Passion Recut), donde se reduce la violencia gráfica. La versión teatral presenta doblajes en inglés y español; esta es la primera vez que la película se dobla a otro idioma.

## Recepción

### Respuesta crítica
La crítica estuvo extremadamente dividida respecto a la película. De acuerdo al sitio web RottenTomatoes.com, el 49% de los críticos alabó la película, y un 80% de los espectadores la disfrutó.Similarmente, en Yahoo le pusieron como nota un B–, pero los usuarios de Yahoo! le otorgaron un B+.
La edición de junio de 2006 de la revista Entertainment Weekly nombró a La pasión de Cristo como la película más controvertida de todos los tiempos, seguida por La naranja mecánica, de Stanley Kubrick.
La película ha sido alabada por algunos grandes críticos de cine, incluyendo a Roger Ebert, uno de los críticos cinematográficos más reconocidos a nivel mundial, quien le dio cuatro estrellas de un total de cuatro.

## Reconocimientos

### Ganadora
- National Board of Review – Libertad de Expresión (empate)
- Premios People's Choice - Película dramática favorita
- Premios Satellite - Mejor Director
- Academia de Medios Étnicos Multiculturales (Premios EMMA) – Mejor Actriz de Cine – Maia Morgenstern
- Motion Picture Sound Editors (Premios Golden Reel) – Mejor edición de sonido en un largometraje – Música – Michael T. Ryan
- Asociación Estadounidense de Compositores, Autores y Editores – Premio ASCAP Henry Mancini – John Debney
- Festival de Cine de Hollywood, EE. UU. – Productor de Hollywood del año – Mel Gibson[77][78]
- GMA Dove Awards, Banda sonora original de la película La Pasión de Cristo, Álbum instrumental del año
- Premio Águila de Oro - Mejor película en lengua extranjera[79]

### Nominada
- Premios de la Academia (Premios Óscar)
  - Mejor fotografía : Caleb Deschanel
  - Mejor maquillaje : Keith Vanderlaan, Christien Tinsley
  - Mejor banda sonora original : John Debney
- American Society of Cinematographers - Logro destacado en cinematografía en estrenos teatrales - Caleb Deschanel
- Premios de la Crítica Cinematográfica - Mejor película popular
- Premios de cine y televisión irlandeses: premio Jameson People's Choice a la mejor película internacional
- MTV Movie & TV Awards – Mejor interpretación masculina – Jim Caviezel
- Nastro d'argento ( 2005 ) – Mejor actriz de reparto – Monica Bellucci[80][81]

## Controversias

### Cuestiones de exactitud histórica y bíblica
Ciertos elementos de La pasión de Cristo no tienen precedentes en la historia original de la pasión. En el jardín de Getsemaní, la escena inicial de la película, Satanás aparece y trata de distraer a Jesús mientras está orando. Poco después, Jesús aplasta la cabeza de una serpiente con el tobillo (esto es una referencia al texto de Génesis 3:15, que los cristianos consideran una profecía acerca del Mesías). Esto no ocurre en ninguno de los Evangelios. En otro ejemplo, Judas Iscariote es atormentado por demonios que se le aparecen bajo la forma de niños. El filme se enfoca entre la frágil relación de Tiberio César con Poncio Pilato y algunas discusiones de Pilato con su esposa sobre las órdenes imperiales que prevendrán revueltas con Judea. La película claramente identifica a Simón de Cirene como un judío, a pesar de que en los evangelios sinópticos solo se da su nombre y lugar de origen. En la película, un soldado romano se burla de Simón (por ayudar a Jesús a cargar la cruz) llamándolo «judío». En contraste, en La dolorosa pasión de Nuestro Señor Jesucristo, Simón es descrito como un pagano. Otra escena única de La pasión de Cristo es la del ladrón crucificado junto a Jesús, que tras burlarse del Nazareno es picado en su ojo por un cuervo. También el recuerdo de Jesús como carpintero: construyendo una mesa que él encuentra extrañamente alta ―como las actuales― a pedido de un romano y burlándose de ella. La escena de Satanás cargando a un bebé demoníaco, durante el azote de Jesús, fue concebida como una perversión de los conceptos de Virgen con Niño. Mel Gibson describió la escena de la siguiente manera:

Es el mal distorsionando lo bueno. ¿Qué es más tierno y hermoso que una madre y un niño? Por lo que el diablo lo toma y lo distorsiona un poco. En vez de una madre normal y un niño tienes una figura andrógina cargando a un bebe viejo de cuarenta años con pelos en la espalda. Es raro, es impactante, es casi demasiado. Es como cuando voltean a Jesús para seguir azotándolo en el pecho, es impactante y casi demasiado, que es el momento exacto en el que esta aparición del diablo y el bebé toma lugar.

### Apoyo evangélico
La pasión de Cristo recibió el apoyo y el respaldo de la mayoría de los líderes protestantes reconocidos a nivel internacional y representantes de las organizaciones evangélicas conservadoras: Billy Graham, Pat Robertson, el Ejército de Salvación, James Dobson, Misión de la Coalición Latina, Promise Keepers, la Asociación Nacional de Evangélicos, la Cruzada Estudiantil para Cristo, Enfoque a la Familia, el Seminario Teológico Bautista del Sur, Trinidad Red de Radiodifusión, Rick Warren, Convención Bautista del Sur, Jerry Falwell, Max Lucado, Young Life, Tim LaHaye, Chuck Colson, Lee Strobel y el Seminario Teológico Bautista del Norte. La Iglesia Metodista Unida declaró que muchos de sus miembros, como los demás cristianos, consideran que la película era una buena manera de evangelizar a los no creyentes. Como resultado, muchas congregaciones planificaron estar en los cines, y en algunos casos se dispusieron mesas para contestar preguntas y compartir oraciones.
Sienten que la película presenta una oportunidad única de compartir el cristianismo de una manera con la cual el público de hoy puede identificarse, según dijo el reverendo John Tanner, pastor de la iglesia Metodista Unida Cove, de Hampton Cove, Alabama.

### Acusaciones de antisemitismo
Las dos principales críticas a la película fueron el antisemitismo y la extrema violencia que se muestran en ella. Sin embargo, el rabino Daniel Lapin le auguró un gran éxito y criticó a los medios que la calificaban de «antisemita», declarando que «los distribuidores que se rindieron a la presión de las organizaciones judías y no quisieron tomar la Pasión se estarán lamentando» y que «no todos los judíos están de acuerdo con estos voceros autonombrados».
Gibson dijo en una entrevista con Diane Sawyer:

Yo quería que fuera chocante. Y quería que fuera extrema... Para que vieran la enormidad, la enormidad del sacrificio; para que vieran que alguien pudo soportar todo ello y, sin embargo, continuar transmitiendo amor y perdón, incluso después de un dolor, sufrimiento y ridiculización extrema.

En otra entrevista, esta vez con la agencia católica ACI Prensa, comentó:

No es una historia de judíos contra cristianos. El propio Jesús era judío; su madre era judía y también sus doce apóstoles. Es verdad que la Biblia dice: «Él vino a los suyos, pero los suyos no le recibieron». Yo no puedo ocultarlo. Pero eso no significa que los pecados del pasado fueran peores que los pecados del presente. Jesús pagó el precio por todos nuestros pecados. La lucha entre el bien y el mal, y el poder abrumador del amor están muy por encima de la raza y la cultura. Esta película habla de fe, esperanza, amor y perdón. Son realidades que servirían al mundo, especialmente en estos tiempos tan turbulentos. Esta película quiere inspirar, no ofender. [...]

No hay nada de violencia gratuita en esta película. Creo que un menor de doce años no debería verla, a no ser que sea muy maduro. Es bastante fuerte. Nos hemos acostumbrado a ver crucifijos bonitos colgados de la pared. Decimos: «¡Oh, sí! Jesús fue azotado, llevó su cruz a cuestas y le clavaron a un madero», pero ¿quién se detiene a pensar lo que estas palabras significan realmente? En mi niñez, no me daba cuenta de lo que esto implicaba. No comprendía lo duro que era. El profundo horror de lo que él sufrió por nuestra redención realmente no me impactaba. Entender lo que sufrió, incluso a un nivel humano, me hace sentir no sólo compasión, sino también me hace sentirme en deuda: yo quiero compensarle por la inmensidad de su sacrificio. [...]

Tengo la esperanza de que esta película llena de coraje y sacrificio, inspire tolerancia, amor y perdón, que es lo que necesitamos en este mundo últimamente.
Mel Gibson

### Críticas a la violencia excesiva
AO Scott en The New York Times escribió: "La Pasión de Cristo se centra tan implacablemente en el salvajismo de las últimas horas de Jesús que esta película parece surgir menos del amor que de la ira, y lograr más asaltar el espíritu que elevarlo". David Edelstein, crítico de cine Slate, calificó la película como "una película snuff de dos horas y seis minutos, The Texas Chain Saw Massacre, que cree que es un acto de fe", y criticó además a Gibson por centrarse en la brutalidad de la ejecución de Jesús, en lugar de sus enseñanzas religiosas.
En 2008, el escritor Michael Gurnow en Ateos de América afirmó lo mismo y calificó la obra como una película snuff convencional. El crítico Armond White, en su reseña de la película para Africana.com, ofreció otra perspectiva sobre la violencia en la película. Escribió: "Seguramente Gibson sabe (mejor de lo que nadie en Hollywood está dispuesto a admitir) que la violencia vende. Es problemático que esta vez Gibson haya hecho una película que pide una respuesta sensible, seria y personal a la violencia en lugar de su habitual glorificación".

## Secuela
En junio de 2016, el escritor Randall Wallace declaró que él y Gibson habían comenzado a trabajar en una secuela de La Pasión de Cristo que se centrará en la resurrección de Jesús y los eventos que rodearon la resurrección. En 2018, Caviezel dijo que Gibson le había enviado el tercer borrador del guion. Caviezel dijo que se titularía La Pasión de Cristo: Resurrección y predijo: "Será la película más grande de la historia mundial".
En julio de 2023, Gibson declaró que tiene dos versiones del guion en el que está trabajando; uno que está más arraigado, mientras que el otro explora varios reinos e incluye ángeles caídos en el infierno.
- Artículo principal: La pasión de Cristo: Resurrección